# St. Katharinen (Buchholz)

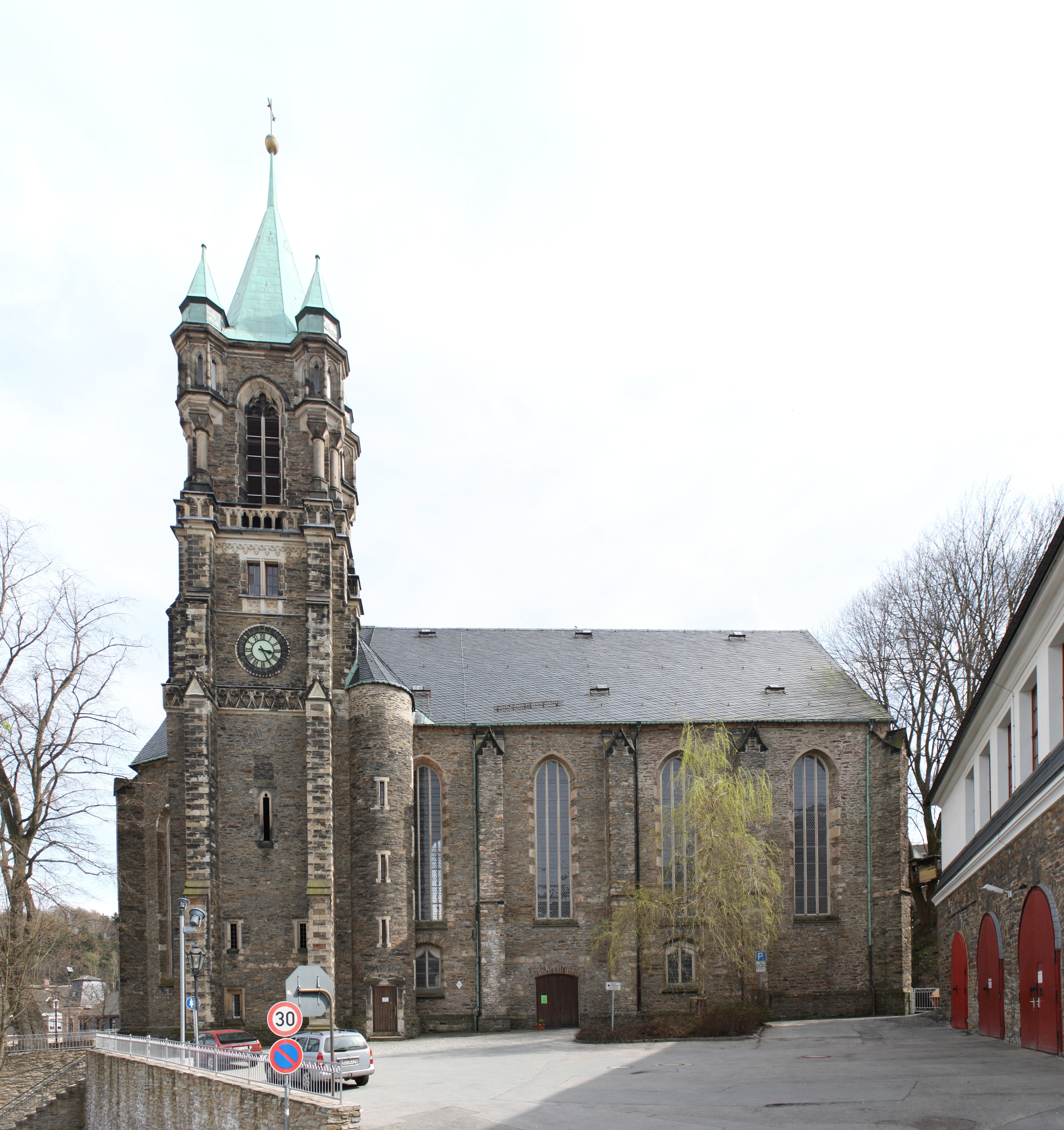
St. Katharinen (Buchholz)

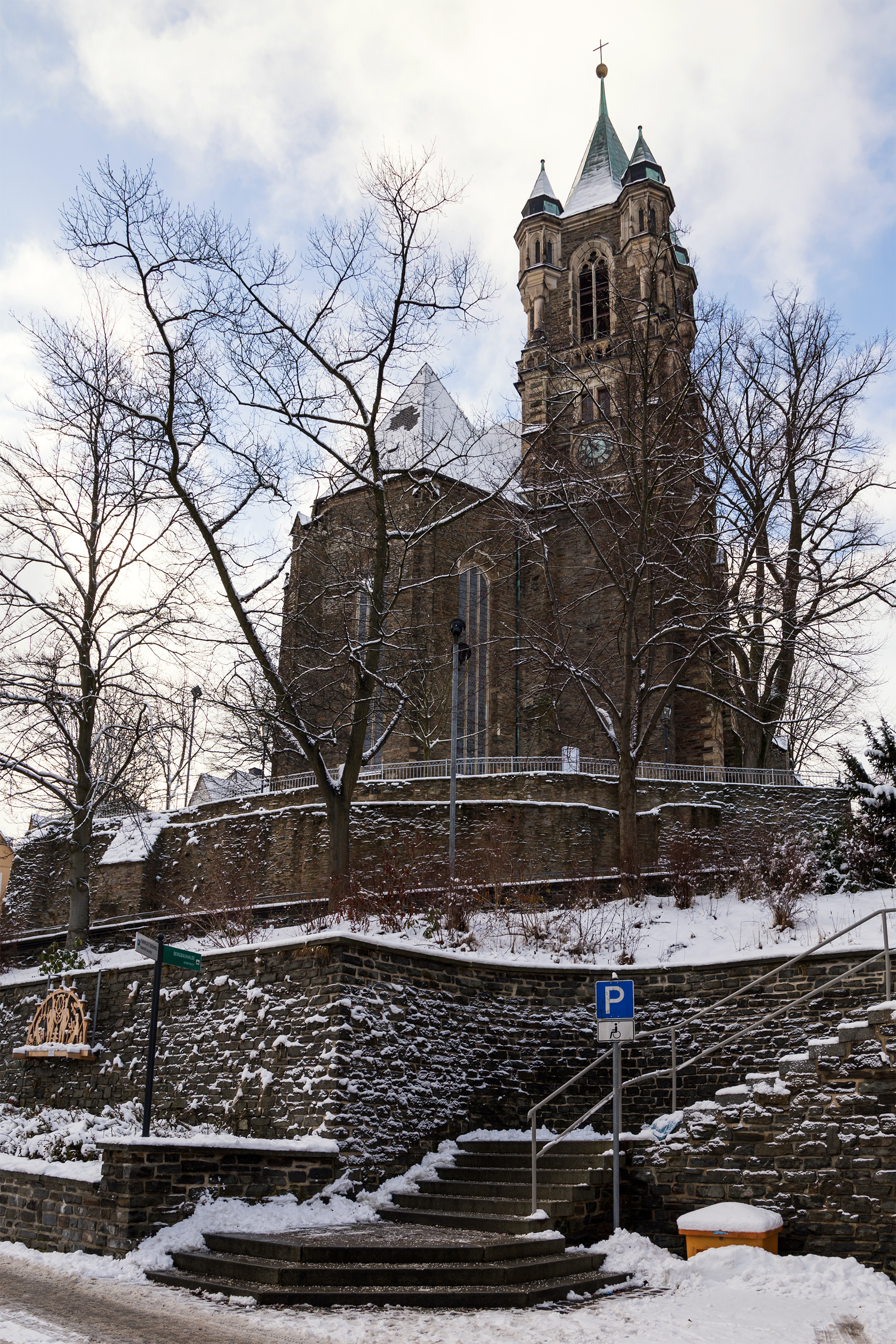
Ansicht von Osten

Die evangelische Kirche St. Katharinen ist eine spätgotische Hallenkirche im Ortsteil Buchholz von Annaberg-Buchholz im Erzgebirgskreis in Sachsen. Sie gehört zur Kirchengemeinde Buchholz im Kirchenbezirk Annaberg der Evangelisch-Lutherischen Landeskirche Sachsens.

## Geschichte und Architektur
Die unmittelbar am Hang errichtete Hallenkirche prägt das Stadtbild. Sie wurde als dreischiffiges gewölbtes Bauwerk mit Emporen im Jahr 1506 begonnen und um 1523 nur mit einer Holzdecke geschlossen. Erst in der Zeit der Hochindustrialisierung am Ende des 19. Jahrhunderts waren ausreichend Mittel für einen repräsentativen Kirchenbau vorhanden. Die Kirche wurde damals nach Entwurf des renommierten Architekten Gotthilf Ludwig Möckel eingewölbt und mit Emporen versehen, außerdem wurde der Turm ausgebaut. In der Nacht vom 14. zum 15. Februar 1945 brannte die Katharinenkirche bei einem Luftangriff aus, Gewölbe und Pfeiler stürzten ein; nur die Umfassungsmauern blieben erhalten. Bis 1981 erfolgte der aus einem Kirchenbauprogramm in der DDR finanzierte Wiederaufbau, wobei auf das Gewölbe verzichtet wurde. Die Wiederweihe war am 4. Oktober 1981. Der Flügelaltar überstand den Angriff in der Sakristei.
Die Kirche ist aus unregelmäßigem Bruchstein-Mauerwerk erbaut, endet in einem stark eingezogenen Chor mit Fünfachtelschluss und ist mit Strebepfeilern und Spitzbogenfenstern versehen. Der wehrhaft wirkende Turm an der Nordostseite ist über quadratischem Grundriss errichtet und eigenwillig gestaltet, mit einem großen Spitzhelm und vier kleineren, von Säulen getragenen Ecktürmchen abgeschlossen. Der weite, helle Innenraum ist flach gedeckt. An der Chor-Nordseite findet sich eine tiefer liegende Sakristei mit einem Kreuzrippengewölbe mit dem danebenliegenden, ehemals spitzbogigen Zugang mit verschränktem Stabwerk und einem mittelalterlichen Weihekreuz darüber, der heute zur Hälfte vermauert ist.

## Ausstattung
Das bedeutendste Stück der Ausstattung ist ein prachtvoller Hochaltar von Hans Hesse aus der Zeit um 1520 aus dem Franziskanerkloster Annaberg, der seit 1594 hier aufgestellt ist. Die nach Einführung der Reformation ausgeführten Übermalungen wurden 1840 durch Fr. L. Lehmann wieder entfernt. Der zweifach wandelbare Altar wurde mit Unterbrechungen in den Jahren 1967–1994 restauriert, wobei ein ehemaliger, seit der Überführung aus dem Kloster fehlender Flügel durch eine Blindtafel ersetzt und der Aufbau rekonstruiert und ergänzt wurde, insbesondere an der Predella. Auf dem Mittelbild ist eine Mondsichelmadonna mit den Heiligen Franziskus und Georg dargestellt, auf der linken Seite befindet sich die Blindtafel, auf der rechten Seite eine Darstellung der Himmelfahrt Mariä. Auf der ersten Wandlung sind die Heiligen Elisabeth und Antonius von Padua zu sehen, daneben die Blindtafel, Clara und Ludwig von Toulouse sowie Magdalena und Bernhard von Siena. Die zweite Wandlung zeigt die Heiligen Barbara und Hieronymus, die Gregorsmesse, die Heilige Familie, Margarete und Christophorus. Über der Mitteltafel befinden sich zwei 1594 eingefügte Bilder mit der Anbetung der Könige und der Flucht nach Ägypten, darüber in einem weiten Dreipass eine Darstellung des Schweißtuchs der Veronika. Über den Flügeln sind in rundbogigen Aufsätzen die Propheten Jesaja und Salomon dargestellt.
Aus der Friedhofskirche stammt der künstlerisch wertvolle, gemalte Wolfgangsaltar ebenfalls von Hans Hesse, der seit 1991 hier aufgestellt ist. In der Predella ist wiederum das Schweißtuch der Veronika zu sehen, das Mittelbild zeigt den Heiligen Wolfgang und Darstellungen vom Ursprung des Annaberger Bergbaus. Auf den Flügeln sind die Heiligen Maria und Katharina zu sehen, auf den Rückseiten Petrus und Paulus, alle aus der Zeit um 1515.
Weiter ist die aufwändig geschnitzte barocke Kanzel in Weiß- und Goldfassung aus der Klosterkirche Grimma vom Ende des 17. Jahrhunderts zu erwähnen, die 1960 und 1993–1995 restauriert wurde. An der Brüstung sind goldgefasste Schnitzfiguren des Salvator mundi und der Evangelisten zu finden. Die Orgel ist ein Werk von Jehmlich aus dem Jahr 1990 mit 27 Registern auf zwei Manualen und Pedal. Außerdem ist ein Positiv derselben Werkstatt von 1981 vorhanden. An der Außenwand der Kirche sind mehrere barocke Grabsteine aus dem 18. Jahrhundert aufgestellt.

## Glocken
| Nr. | Liturgisches Amt | Gussjahr | Gießer, Gussort         | Schlagton |
| --- | ---------------- | -------- | ----------------------- | --------- |
| 1   | Sterbeglocke     | 1965     | Franz Schilling, Apolda | f′-8      |
| 2   | Gebetsglocke     | 1965     | Franz Schilling, Apolda | as′-12,5  |
| 3   | Taufglocke       | 1965     | Franz Schilling, Apolda | b ′-7     |
| 4   | Rufglocke        | 1965     | Franz Schilling, Apolda | des′′-5   |